# Переулок Никифорова
Переу́лок Ники́форова — переулок в Приморском районе Санкт-Петербурга. Проходит от Лыжного переулка до улицы Оптиков.
Переулок был проложен на рубеже 2000-х — 2010-х годов. В документах он обозначался под рабочим названием Жилая улица, которое постепенно попало на карты (например, как минимум до лета 2014 года топоним Жилая улица приводился в «Яндекс. Картах» и Google.Maps).
Осенью 2013 года топонимическая комиссия предложила присвоить проезду название Ники́форовский переу́лок — по клинике № 2 Всероссийского центра экстренной радиационной медицины имени А. М. Никифорова, которая выходит в этот проезд (официальный адрес: улица Оптиков, 54). Однако в декабре 2013 года на заседании комиссии историк Б. М. Кириков предложил использовать форму родительного падежа — переулок Никифорова. Большинством голосов (с небольшим перевесом) этот вариант победил.
Из протокола:
Выступил: Б. Н. Кириков. В случае с Никифоровским переулком более уместен вариант в родительном падеже — переулок Никифорова.
Проголосовали:

Никифоровский переулок

За — 6

Против — 7

Воздержались — 0
переулок Никифорова

За — 7

Против — 6

Воздержались — 0
12 августа 2014 года наименование было официально присвоено. Врач Алексей Михайлович Никифоров был основателем ВЦЭРМ и его директором вплоть до своей скоропостижной кончины в 2006 году.
На момент присвоения застройка переулка Никифорова была сформирована. Восточная дома — жилые дома (№ 52, корпуса 1 и 2, по улице Оптиков), западная — ВЦЭРМ (№ 54).
Осенью 2014 года была предпринята попытки дать клинике № 2 ВЦЭРМ адрес по переулку Никифорова, однако руководство МЧС России посчитало идею «нецелесообразной». «Клиника № 2 не имеет выездов и выходов в переулок Никифорова, фасадная часть комплекса зданий и сооружений клиники № 2 обращена к улице Оптиков, являющейся одной из ключевых магистралей Приморского района Санкт-Петербурга, со стороны которой осуществляется вход и въезд на территорию», — говорится в документе за подписью начальника управления психологического и медицинского обеспечения МЧС Г. Кавалерского.